# Patrimonialgericht Beienheim
Das Patrimonialgericht Beienheim war ein Patrimonialgericht, das der Familie Rau von Holzhausen gehörte. Es umfasste ausschließlich das Dorf Beienheim.
Durch den Beitritt zum Rheinbund 1806 wurde die Landgrafschaft Hessen-Darmstadt zum Großherzogtum Hessen erhoben und erlangte im Rahmen der Mediatisierung auch in Beienheim die staatliche Hoheit. Dieser Übergang ließ aber die Rechte der Inhaber des Patrimonialgerichts unangetastet. Die Patrimonialgerichtsbarkeit umfasste nicht nur die erstinstanzliche Rechtsprechung, sondern auch eine Reihe von Kompetenzen im Bereich der öffentlichen Sicherheit und Ordnung, ähnlich der eines Amtes in größeren Territorien. Der Staat war im Sinne des Gewaltmonopols bestrebt, die hoheitlichen Kompetenzen selbst zu übernehmen. 1822 kam es zu einem entsprechenden Übereinkommen zwischen dem Großherzogtum und der Familie Rau von Holzhausen und der Übergang der Rechte wurde für den 1. Januar 1823 vereinbart. Das Großherzogtum ordnete auch hier die Trennung der Rechtsprechung von der Verwaltung an. Die Verwaltung sollte auf den Landratsbezirk Butzbach, die Rechtsprechung dem Landgericht Friedberg übertragen werden.
Beim Übergang an den Staat gab es aber Probleme, so dass das Vorhaben gestoppt wurde. Erst 1831 wurde der Schritt dann vollzogen. Zuständig wurde nun das Landgericht Friedberg und der Landratsbezirk Friedberg (so umbenannt, nachdem die Verwaltung von Butzbach nach Friedberg umgezogen war).